# IPCC第6次評価報告書
IPCC第6次評価報告書（IPCCだいろくじひょうかほうこくしょ、英語: IPCC Sixth Assessment Report、略称: AR6）は、気候変動に関する政府間パネル（IPCC）が2021年から2023年にかけて公表した気候変動に関する評価報告書である。第6次評価報告書は、自然科学的根拠（WG1）、影響・適応・脆弱性（WG2）、気候変動の緩和（WG3）に関する3つの作業部会による報告書と、それらの知見を統合した統合報告書から構成される。また、特別報告書として、1.5℃特別報告書、土地関係特別報告書、海洋・雪氷圏特別報告書、温室効果ガスインベントリに関する2019年方法論報告書がある。

## 概要
第6次評価報告書は、IPCC第41回総会（2015年2月）において、第5次評価報告書（AR5）と同様、5～7年の間に作成すること、18ヶ月以内にすべての評価報告書（第1～第3作業部会報告書）を公表することなどが決定された。各作業部会の報告書は以下の通りである。
- 第1作業部会（WG1）- 自然科学的根拠
- 第2作業部会（WG2）- 影響・適応・脆弱性
- 第3作業部会（WG3）- 気候変動の緩和

統合報告書は、評価報告書の知見を統合したものである。特別報告書は、特定のテーマに焦点を当てたものである。

## 各報告書

### 第1作業部会（WG1）- 自然科学的根拠
第1作業部会（WG1）は、「気候変動 - 自然科学的根拠」をテーマとして扱う。この報告書は、2021年8月9日に公表された。この報告書では、以下のような主な知見が示された。
- 人為的な温室効果ガス排出が地球温暖化の主要な原因であることは、今や「不可逆的な証拠」である。
- 2019年の地球の平均表面気温は、1850-1900年の平均に比べて約1.1℃高く、過去100万年間で最も高い水準に達している。
- 2010年代の大気中の二酸化炭素濃度は、少なくとも200万年間で最も高く、メタン濃度は少なくとも80万年間で最も高い。
- 今世紀末までに1.5℃の温暖化を限定するためには、2020年から2050年までに人為的な二酸化炭素排出を実質ゼロにする必要がある。
- 1.5℃の温暖化を超えると、極端な気象現象や海面上昇などの影響が顕著に増加する。
- 今後数十年間は、どのような排出シナリオでも温暖化が続くことがほぼ確実である。ただし、排出削減の速度や規模によって、温暖化の程度や影響は大きく異なる。

#### 政策決定者向け要約（SPM）
政策決定者向け要約（SPM）は、報告書を政策決定者向けに要約したものである。SPMは以下の4つの項目から構成される。
- A. 現在の状況：気候変動の観測的証拠
- B. 可能な未来：気候変動の予測と予測不確実性
- C. 気候情報の利用：リスク評価と地域的情報
- D. 有効な対応策：排出削減と気候変動への適応

#### 報告書本体
報告書本体は以下の12章から構成される。
- 第1章: 序論
- 第2章: 変化する惑星
- 第3章: 気候変動の人為的要因
- 第4章: 気候変動の自然的要因
- 第5章: 地球エネルギー収支と気候変動
- 第6章: 地球表面気候変動：観測、予測不確実性と長期予測
- 第7章: 大気・海洋・陸域・雪氷圏相互作用と気候変動
- 第8章: 水循環変化
- 第9章: 極端現象
- 第10章: 地域気候情報
- 第11章: 気候変動への適応限界
- 第12章: 長期気候変化：予測、コミットメントと不可逆性

#### 付録
付録には以下の内容が含まれる。
- 付録I: インタラクティブアトラス
- 付録II: メトリックスと方法論
- 付録III: データ可用性とギャップ
- 付録IV: 言語表現に関するガイダンス
- 付録V: 用語集
- 付録VI: 略語一覧

### 第2作業部会（WG2）- 影響・適応・脆弱性
第2作業部会（WG2）は、「気候変動 - 影響・適応・脆弱性」をテーマとして扱う。この報告書は、2022年2月28日に公表された。この報告書では、以下のような主な知見が示された。
- 気候変動はすでに自然と人間のシステムに広範な影響を及ぼしており、その多くは観測されている。
- 1.5℃の温暖化では、AR5に比べてより高い確信度で影響の増加が予測される。2℃の温暖化では、さらに大きな影響が予測される。
- 気候変動の影響は地域や分野によって異なり、不平等や不公平を悪化させる可能性がある。特に貧困や脆弱性の高い人々や地域は、気候変動によるリスクにさらされやすい。
- 気候変動への適応は、影響を軽減し、持続可能な開発や気候変動の緩和に貢献することができる。しかし、適応の限界も存在し、一部の影響は避けられない。
- 気候変動への対応には、科学的知識だけでなく、文化的・社会的・制度的・政治的・経済的な要因も重要である。気候変動への対応は、多様な主体やスケールでの協力やイノベーションを必要とする。

#### 政策決定者向け要約（SPM）
政策決定者向け要約（SPM）は、報告書を政策決定者向けに要約したものである。SPMは以下の4つの項目から構成される。
- A. 現在から未来へ：気候変動とその影響
- B. 適応とその限界
- C. 適応と持続可能な開発
- D. 適応を促進するための有効な対応策

#### 報告書本体
報告書本体は以下の18章から構成される。
- 第1章: 序論
- 第2章: 新たな気候変動知識
- 第3章: 気候変動とその影響：地域的展望
- 第4章: 気候変動とその影響：セクター別展望
- 第5章: 生物多様性と生態系サービス
- 第6章: 食料生産システムと食料安全保障
- 第7章: 水資源
- 第8章: 海洋・沿岸域・低地域
- 第9章: 陸域表層
- 第10章: 都市・建造物・インフラストラクチャー
- 第11章: 保健・福祉・人間安全保障
- 第12章: 貧困・生計・不平等
- 第13章: 文化・価値観・行動
- 第14章: 適応の限界と潜在性
- 第15章: 適応の計画と実施
- 第16章: 適応と持続可能な開発
- 第17章: 適応と緩和の相互作用
- 第18章: 適応を促進するための有効な対応策

#### 付録
付録には以下の内容が含まれる。
- 付録I: インタラクティブアトラス
- 付録II: メトリックスと方法論
- 付録III: データ可用性とギャップ
- 付録IV: 言語表現に関するガイダンス
- 付録V: 用語集
- 付録VI: 略語一覧

### 第3作業部会（WG3）- 気候変動の緩和
第3作業部会（WG3）は、「気候変動 - 気候変動の緩和」をテーマとして扱う。この報告書は、2022年4月4日に公表された。この報告書では、以下のような主な知見が示された。
- 気候変動の緩和は、気候変動によるリスクを低減し、持続可能な開発や気候変動への適応に貢献することができる。
- 気候変動の緩和には、温室効果ガス排出源や吸収源の管理、エネルギー・産業・交通・建築・土地利用などのシステム変革、技術的・社会的・制度的・行動的イノベーションなどが必要である。
- 今世紀末までに1.5℃の温暖化を限定するためには、2050年までに世界全体で二酸化炭素排出を実質ゼロにすることが必要である。そのためには、2030年までに世界全体で二酸化炭素排出を2010年比で45%削減することが必要である。
- 1.5℃や2℃の温暖化限定シナリオでは、再生可能エネルギーが2050年までにエネルギー供給の約70～85%を占めることが予測される。また、エネルギー効率や電気化などの措置も重要である。
- 気候変動の緩和には、多様な主体やスケールでの協力や責任分担が必要である。また、気候変動への対応は、社会的・経済的・環境的なコストや便益、公正性や包摂性などを考慮する必要がある。

#### 政策決定者向け要約（SPM）
政策決定者向け要約（SPM）は、報告書を政策決定者向けに要約したものである。SPMは以下の4つの項目から構成される。
- A. 現在から未来へ：気候変動とその影響
- B. 適応とその限界
- C. 緩和とその限界
- D. 気候変動への対応のための有効な対策

#### 報告書本体
報告書本体は以下の6章から構成される。
- 第1章: 序論
- 第2章: 気候変動とその影響
- 第3章: 気候変動への適応
- 第4章: 気候変動の緩和
- 第5章: 気候変動への対応と持続可能な開発
- 第6章: 気候変動への対応における協力とガバナンス

#### 付録
付録には以下の内容が含まれる。
- 付録I: インタラクティブアトラス
- 付録II: メトリックスと方法論
- 付録III: データ可用性とギャップ
- 付録IV: 言語表現に関するガイダンス
- 付録V: 用語集
- 付録VI: 略語一覧